# Mariano Moreno Airport
Mariano Moreno Airport är en flygplats i Argentina.   Den ligger i provinsen Buenos Aires, i den centrala delen av landet, 40 km väster om huvudstaden Buenos Aires. Mariano Moreno Airport ligger 33 meter över havet.
Terrängen runt Mariano Moreno Airport är mycket platt. Runt Mariano Moreno Airport är det mycket tätbefolkat, med 3 369 invånare per kvadratkilometer.. Närmaste större samhälle är Morón, 18,7 km sydost om Mariano Moreno Airport.
Runt Mariano Moreno Airport är det i huvudsak tätbebyggt.